# Coupe de France de rugby à XIII 1989-1990
Navigation
Édition précédente Édition suivante
La Coupe de France de rugby à XIII 1989-1990 est la cinquante-deuxième édition de la Coupe de France, compétition à élimination directe. Organisée par la  Fédération française de jeu à XIII, elle met aux prises des clubs français et voit la victoire de l'A.S. Carcassonne au Stadium municipal à Albi, qui bat en finale l'A.S. Saint-Estève, vainqueur une semaine plus tôt du Championnat de France face au même adversaire. Il s'agit du onzième titre de Coupe de France du club audois.

## Liste des équipes en compétition en huitièmes de finale
| \| AS Carcassonne US Lyon-Villeurbanne US Villeneuve Pamiers XIII RC Saint-Gaudens SO Avignon SM Pia Cahors XIII AS Saint-Estève Le Barcarès XIII Toulouse olympique XIII FC Lézignan XIII Catalan RC Carpentras Villefranche XIII XIII Limouxin \| Clubs prenant part à la Coupe de France de rugby à XIII 1990. |
| AS Carcassonne US Lyon-Villeurbanne US Villeneuve Pamiers XIII RC Saint-Gaudens SO Avignon SM Pia Cahors XIII AS Saint-Estève Le Barcarès XIII Toulouse olympique XIII FC Lézignan XIII Catalan RC Carpentras Villefranche XIII XIII Limouxin                                                                     |

## Tableau final
|  | Huitièmes de finale              | Huitièmes de finale             | Huitièmes de finale             | Huitièmes de finale             |                    |                    | Quarts de finale              | Quarts de finale              | Quarts de finale              | Quarts de finale              |  |  | Demi-finales                | Demi-finales                | Demi-finales                | Demi-finales                |  |  | Finale                | Finale                | Finale                | Finale                |
|  |                                  |                                 |                                 |                                 |                    |                    |                               |                               |                               |                               |  |  |                             |                             |                             |                             |  |  |                       |                       |                       |                       |
|  | Les ? janvier et 4 février 1990  | Les ? janvier et 4 février 1990 | Les ? janvier et 4 février 1990 | Les ? janvier et 4 février 1990 |                    |                    | Les 18 février et 4 mars 1990 | Les 18 février et 4 mars 1990 | Les 18 février et 4 mars 1990 | Les 18 février et 4 mars 1990 |  |  | Les 29 avril et 13 mai 1990 | Les 29 avril et 13 mai 1990 | Les 29 avril et 13 mai 1990 | Les 29 avril et 13 mai 1990 |  |  | Le 27 mai 1990 à Albi | Le 27 mai 1990 à Albi | Le 27 mai 1990 à Albi | Le 27 mai 1990 à Albi |
|  | U.S. Lyon-Villeurbanne           | U.S. Lyon-Villeurbanne          | 16                              | 4                               |                    |                    | Les 18 février et 4 mars 1990 | Les 18 février et 4 mars 1990 | Les 18 février et 4 mars 1990 | Les 18 février et 4 mars 1990 |  |  | Les 29 avril et 13 mai 1990 | Les 29 avril et 13 mai 1990 | Les 29 avril et 13 mai 1990 | Les 29 avril et 13 mai 1990 |  |  | Le 27 mai 1990 à Albi | Le 27 mai 1990 à Albi | Le 27 mai 1990 à Albi | Le 27 mai 1990 à Albi |
|  | U.S. Lyon-Villeurbanne           | U.S. Lyon-Villeurbanne          | 16                              | 4                               |                    |                    | Les 18 février et 4 mars 1990 | Les 18 février et 4 mars 1990 | Les 18 février et 4 mars 1990 | Les 18 février et 4 mars 1990 |  |  | Les 29 avril et 13 mai 1990 | Les 29 avril et 13 mai 1990 | Les 29 avril et 13 mai 1990 | Les 29 avril et 13 mai 1990 |  |  | Le 27 mai 1990 à Albi | Le 27 mai 1990 à Albi | Le 27 mai 1990 à Albi | Le 27 mai 1990 à Albi |
|  | A.S. Carcassonne                 | A.S. Carcassonne                | 4                               | 48                              |                    |                    | Les 18 février et 4 mars 1990 | Les 18 février et 4 mars 1990 | Les 18 février et 4 mars 1990 | Les 18 février et 4 mars 1990 |  |  | Les 29 avril et 13 mai 1990 | Les 29 avril et 13 mai 1990 | Les 29 avril et 13 mai 1990 | Les 29 avril et 13 mai 1990 |  |  | Le 27 mai 1990 à Albi | Le 27 mai 1990 à Albi | Le 27 mai 1990 à Albi | Le 27 mai 1990 à Albi |
|  | A.S. Carcassonne                 | A.S. Carcassonne                | 4                               | 48                              | A.S. Carcassonne   | A.S. Carcassonne   | 28                            | ?                             |                               |                               |  |  | Les 29 avril et 13 mai 1990 | Les 29 avril et 13 mai 1990 | Les 29 avril et 13 mai 1990 | Les 29 avril et 13 mai 1990 |  |  | Le 27 mai 1990 à Albi | Le 27 mai 1990 à Albi | Le 27 mai 1990 à Albi | Le 27 mai 1990 à Albi |
|  | Les 21 janvier et 4 février 1990 |                                 |                                 |                                 | A.S. Carcassonne   | A.S. Carcassonne   | 28                            | ?                             |                               |                               |  |  | Les 29 avril et 13 mai 1990 | Les 29 avril et 13 mai 1990 | Les 29 avril et 13 mai 1990 | Les 29 avril et 13 mai 1990 |  |  | Le 27 mai 1990 à Albi | Le 27 mai 1990 à Albi | Le 27 mai 1990 à Albi | Le 27 mai 1990 à Albi |
|  |                                  |                                 | U.S. Villeneuve                 | U.S. Villeneuve                 | 4                  | ?                  |                               |                               |                               |                               |  |  | Les 29 avril et 13 mai 1990 | Les 29 avril et 13 mai 1990 | Les 29 avril et 13 mai 1990 | Les 29 avril et 13 mai 1990 |  |  | Le 27 mai 1990 à Albi | Le 27 mai 1990 à Albi | Le 27 mai 1990 à Albi | Le 27 mai 1990 à Albi |
|  | Pamiers XIII                     | Pamiers XIII                    | U.S. Villeneuve                 | U.S. Villeneuve                 | 4                  | ?                  | 16                            | 24                            |                               |                               |  |  | Les 29 avril et 13 mai 1990 | Les 29 avril et 13 mai 1990 | Les 29 avril et 13 mai 1990 | Les 29 avril et 13 mai 1990 |  |  | Le 27 mai 1990 à Albi | Le 27 mai 1990 à Albi | Le 27 mai 1990 à Albi | Le 27 mai 1990 à Albi |
|  | Pamiers XIII                     | Pamiers XIII                    | Les 18 février et 4 mars 1990   |                                 |                    |                    | 16                            | 24                            |                               |                               |  |  | Les 29 avril et 13 mai 1990 | Les 29 avril et 13 mai 1990 | Les 29 avril et 13 mai 1990 | Les 29 avril et 13 mai 1990 |  |  | Le 27 mai 1990 à Albi | Le 27 mai 1990 à Albi | Le 27 mai 1990 à Albi | Le 27 mai 1990 à Albi |
|  | U.S. Villeneuve                  | U.S. Villeneuve                 | 12                              | 52                              |                    |                    |                               |                               |                               |                               |  |  | Les 29 avril et 13 mai 1990 | Les 29 avril et 13 mai 1990 | Les 29 avril et 13 mai 1990 | Les 29 avril et 13 mai 1990 |  |  | Le 27 mai 1990 à Albi | Le 27 mai 1990 à Albi | Le 27 mai 1990 à Albi | Le 27 mai 1990 à Albi |
|  | U.S. Villeneuve                  | U.S. Villeneuve                 | 12                              | 52                              | A.S. Carcassonne   | A.S. Carcassonne   | 18                            | 5                             |                               |                               |  |  |                             |                             |                             |                             |  |  | Le 27 mai 1990 à Albi | Le 27 mai 1990 à Albi | Le 27 mai 1990 à Albi | Le 27 mai 1990 à Albi |
|  | Les 21 janvier et 4 février 1990 |                                 |                                 |                                 | A.S. Carcassonne   | A.S. Carcassonne   | 18                            | 5                             |                               |                               |  |  |                             |                             |                             |                             |  |  | Le 27 mai 1990 à Albi | Le 27 mai 1990 à Albi | Le 27 mai 1990 à Albi | Le 27 mai 1990 à Albi |
|  |                                  |                                 | R.C. Saint-Gaudens              | R.C. Saint-Gaudens              | 18                 | 2                  |                               |                               |                               |                               |  |  |                             |                             |                             |                             |  |  | Le 27 mai 1990 à Albi | Le 27 mai 1990 à Albi | Le 27 mai 1990 à Albi | Le 27 mai 1990 à Albi |
|  | R.C. Saint-Gaudens               | R.C. Saint-Gaudens              | R.C. Saint-Gaudens              | R.C. Saint-Gaudens              | 18                 | 2                  | 18                            | 22                            |                               |                               |  |  |                             |                             |                             |                             |  |  | Le 27 mai 1990 à Albi | Le 27 mai 1990 à Albi | Le 27 mai 1990 à Albi | Le 27 mai 1990 à Albi |
|  | R.C. Saint-Gaudens               | R.C. Saint-Gaudens              | Les 29 avril et 13 mai 1990     |                                 |                    |                    | 18                            | 22                            |                               |                               |  |  |                             |                             |                             |                             |  |  | Le 27 mai 1990 à Albi | Le 27 mai 1990 à Albi | Le 27 mai 1990 à Albi | Le 27 mai 1990 à Albi |
|  | S.O. Avignon                     | S.O. Avignon                    | 20                              | 12                              |                    |                    |                               |                               |                               |                               |  |  |                             |                             |                             |                             |  |  | Le 27 mai 1990 à Albi | Le 27 mai 1990 à Albi | Le 27 mai 1990 à Albi | Le 27 mai 1990 à Albi |
|  | S.O. Avignon                     | S.O. Avignon                    | 20                              | 12                              | R.C. Saint-Gaudens | R.C. Saint-Gaudens | ?                             | ?                             |                               |                               |  |  |                             |                             |                             |                             |  |  | Le 27 mai 1990 à Albi | Le 27 mai 1990 à Albi | Le 27 mai 1990 à Albi | Le 27 mai 1990 à Albi |
|  | Les ? janvier et 4 février 1990  |                                 |                                 |                                 | R.C. Saint-Gaudens | R.C. Saint-Gaudens | ?                             | ?                             |                               |                               |  |  |                             |                             |                             |                             |  |  | Le 27 mai 1990 à Albi | Le 27 mai 1990 à Albi | Le 27 mai 1990 à Albi | Le 27 mai 1990 à Albi |
|  |                                  |                                 | S.M. Pia                        | S.M. Pia                        | ?                  | ?                  |                               |                               |                               |                               |  |  |                             |                             |                             |                             |  |  | Le 27 mai 1990 à Albi | Le 27 mai 1990 à Albi | Le 27 mai 1990 à Albi | Le 27 mai 1990 à Albi |
|  | S.M. Pia                         | S.M. Pia                        | S.M. Pia                        | S.M. Pia                        | ?                  | ?                  | 24                            | 4                             |                               |                               |  |  |                             |                             |                             |                             |  |  | Le 27 mai 1990 à Albi | Le 27 mai 1990 à Albi | Le 27 mai 1990 à Albi | Le 27 mai 1990 à Albi |
|  | S.M. Pia                         | S.M. Pia                        | Les 18 février et 4 mars 1990   |                                 |                    |                    | 24                            | 4                             |                               |                               |  |  |                             |                             |                             |                             |  |  | Le 27 mai 1990 à Albi | Le 27 mai 1990 à Albi | Le 27 mai 1990 à Albi | Le 27 mai 1990 à Albi |
|  | Cahors XIII                      | Cahors XIII                     | 6                               | 5                               |                    |                    |                               |                               |                               |                               |  |  |                             |                             |                             |                             |  |  | Le 27 mai 1990 à Albi | Le 27 mai 1990 à Albi | Le 27 mai 1990 à Albi | Le 27 mai 1990 à Albi |
|  | Cahors XIII                      | Cahors XIII                     | 6                               | 5                               | A.S. Carcassonne   | A.S. Carcassonne   | 22                            | 22                            |                               |                               |  |  |                             |                             |                             |                             |  |  |                       |                       |                       |                       |
|  | Les 20 janvier et 4 février 1990 |                                 |                                 |                                 | A.S. Carcassonne   | A.S. Carcassonne   | 22                            | 22                            |                               |                               |  |  |                             |                             |                             |                             |  |  |                       |                       |                       |                       |
|  |                                  |                                 | A.S. Saint-Estève               | A.S. Saint-Estève               | 8                  | 8                  |                               |                               |                               |                               |  |  |                             |                             |                             |                             |  |  |                       |                       |                       |                       |
|  | A.S. Saint-Estève                | A.S. Saint-Estève               | A.S. Saint-Estève               | A.S. Saint-Estève               | 8                  | 8                  | 40                            | 36                            |                               |                               |  |  |                             |                             |                             |                             |  |  |                       |                       |                       |                       |
|  | A.S. Saint-Estève                | A.S. Saint-Estève               |                                 |                                 |                    |                    |                               | 36                            |                               |                               |  |  |                             |                             |                             |                             |  |  |                       |                       |                       |                       |
|  | Le Barcarès XIII                 | Le Barcarès XIII                | 18                              | 18                              |                    |                    |                               |                               |                               |                               |  |  |                             |                             |                             |                             |  |  |                       |                       |                       |                       |
|  | Le Barcarès XIII                 | Le Barcarès XIII                | 18                              | 18                              | A.S. Saint-Estève  | A.S. Saint-Estève  | ?                             | ?                             |                               |                               |  |  |                             |                             |                             |                             |  |  |                       |                       |                       |                       |
|  | Les ? janvier et 4 février 1990  |                                 |                                 |                                 | A.S. Saint-Estève  | A.S. Saint-Estève  | ?                             | ?                             |                               |                               |  |  |                             |                             |                             |                             |  |  |                       |                       |                       |                       |
|  |                                  |                                 | Toulouse olympique XIII         | Toulouse olympique XIII         | ?                  | ?                  |                               |                               |                               |                               |  |  |                             |                             |                             |                             |  |  |                       |                       |                       |                       |
|  | F.C. Lézignan                    | F.C. Lézignan                   | Toulouse olympique XIII         | Toulouse olympique XIII         | ?                  | ?                  | 18                            | 0                             |                               |                               |  |  |                             |                             |                             |                             |  |  |                       |                       |                       |                       |
|  | F.C. Lézignan                    | F.C. Lézignan                   | Les 18 février et 4 mars 1990   |                                 |                    |                    | 18                            | 0                             |                               |                               |  |  |                             |                             |                             |                             |  |  |                       |                       |                       |                       |
|  | Toulouse olympique XIII          | Toulouse olympique XIII         | 10                              | 27                              |                    |                    |                               |                               |                               |                               |  |  |                             |                             |                             |                             |  |  |                       |                       |                       |                       |
|  | Toulouse olympique XIII          | Toulouse olympique XIII         | 10                              | 27                              | A.S. Saint-Estève  | A.S. Saint-Estève  | 42                            | 22                            |                               |                               |  |  |                             |                             |                             |                             |  |  |                       |                       |                       |                       |
|  | Les 21 janvier et 4 février 1990 |                                 |                                 |                                 | A.S. Saint-Estève  | A.S. Saint-Estève  | 42                            | 22                            |                               |                               |  |  |                             |                             |                             |                             |  |  |                       |                       |                       |                       |
|  |                                  |                                 | XIII Catalan                    | XIII Catalan                    | 12                 | 17                 |                               |                               |                               |                               |  |  |                             |                             |                             |                             |  |  |                       |                       |                       |                       |
|  | XIII Catalan                     | XIII Catalan                    | XIII Catalan                    | XIII Catalan                    | 12                 | 17                 | 38                            | 16                            |                               |                               |  |  |                             |                             |                             |                             |  |  |                       |                       |                       |                       |
|  | XIII Catalan                     | XIII Catalan                    |                                 |                                 |                    |                    |                               | 16                            |                               |                               |  |  |                             |                             |                             |                             |  |  |                       |                       |                       |                       |
|  | R.C. Carpentras                  | R.C. Carpentras                 | 4                               | 34                              |                    |                    |                               |                               |                               |                               |  |  |                             |                             |                             |                             |  |  |                       |                       |                       |                       |
|  | R.C. Carpentras                  | R.C. Carpentras                 | 4                               | 34                              | XIII Catalan       | XIII Catalan       | ?                             | ?                             |                               |                               |  |  |                             |                             |                             |                             |  |  |                       |                       |                       |                       |
|  | Les 20 janvier et 4 février 1990 |                                 |                                 |                                 | XIII Catalan       | XIII Catalan       | ?                             | ?                             |                               |                               |  |  |                             |                             |                             |                             |  |  |                       |                       |                       |                       |
|  |                                  |                                 | Villefranche XIII               | Villefranche XIII               | ?                  | ?                  |                               |                               |                               |                               |  |  |                             |                             |                             |                             |  |  |                       |                       |                       |                       |
|  | XIII Limouxin                    | XIII Limouxin                   | Villefranche XIII               | Villefranche XIII               | ?                  | ?                  | 8                             | 6                             |                               |                               |  |  |                             |                             |                             |                             |  |  |                       |                       |                       |                       |
|  | XIII Limouxin                    | XIII Limouxin                   |                                 |                                 |                    |                    |                               | 6                             |                               |                               |  |  |                             |                             |                             |                             |  |  |                       |                       |                       |                       |
|  | Villefranche XIII                | Villefranche XIII               | 12                              | 14                              |                    |                    |                               |                               |                               |                               |  |  |                             |                             |                             |                             |  |  |                       |                       |                       |                       |
|  | Villefranche XIII                | Villefranche XIII               | 12                              | 14                              |                    |                    |                               |                               |                               |                               |  |  |                             |                             |                             |                             |  |  |                       |                       |                       |                       |
|  |                                  |                                 |                                 |                                 |                    |                    |                               |                               |                               |                               |  |  |                             |                             |                             |                             |  |  |                       |                       |                       |                       |

## Finale (dimanche 27 mai 1990)
(mt : 12 - 4)
Points marqués :
- Carcassonne : 3 essais de Bennett (35e), D. Palanques (71e), Limongi (79e); 2 transformations de Fraisse (35e) et Crismanovich (79e) ; 3 pénalités de Fraisse (14e, 20e et 31e) .
- Saint-Estève : 2 essais de Chamorin (40e) et Marginet (54e).

Évolution du score : 2-0, 4-0, 6-0, 12-0, 12-4 (m.t.), 12-8, 16-8, 22-8.
Arbitre :  M. Agati (Provence)
Spectateurs : 6 832
Recette : 358 000 francs
Composition des équipes :
- Carcassonne : Patrick Limongi - Scott Bennett, Éric Bonnet, David Fraisse, Philippe Sokolow - Jacques Laguens (o), Éric Rémirez (m) - Rémi Riverola, Thierry Bernabé, Craig Ebert, Didier Palanques, Daniel Divet, Marc Palanques - Sylvain Crismanovich, Gérard Hugon, Jean-Luc Goze, Bruno Lucchese - Entraîneur : Guy Caramasa
- Saint-Estève : Serge Costals - Frantz Martial, Philippe Pougeau, Colin Dreier, Patrick Marginet - Roger Palisses (o), Mathieu Khedimi (m) - Abet Baklouch, Harrington, Jean Ruiz, Didier Cabestany, Pierre Chamorin, Stephen Robinson - Yvan Allègre - Entraîneur : Pierre Zamora

La finale se déroule au Stadium municipal d'Albi le dimanche 27 mai 1990. Il oppose les deux finalistes du Championnat de France qui se sont affrontés une semaine plus tôt le 20 mai 1990 avec la victoire sur le fil de l'A.S. Saint-Estève 24-23 sur l'A.S. Carcassonne alors qu'elle menait largement 24-9 à dix minutes de la fin,
Pour parvenir en finale, l'A.S. Saint-Estève a écarté Le Barcarès XIII, le Toulouse olympique XIII et le XIII Catalan, et joue sa cinquième finale de Coupe de France de son histoire pour deux titres en 1972 et 1987. De son côté, l'A.S. Carcassonne dispute sa vingtième finale de Coupe de France de son histoie et compte dix titres (1946, 1947, 1951, 1952, 1961, 1963, 1967, 1968, 1977 et 1983). Elle s'est défaite de l'U.S. Lyon-Villeurbanne, l'U.S. Villeneuve et le R.C. Saint-Gaudens. C'est la première fois que ces deux adversaires s'affrontent lors d'une finale de Coupe de France.
La rencontre débute à l'avantage des Audois qui par l'intermédiaire de la botte de David Fraisse inscrit trois pénalités pour mener 6-0 à la 31e minute, puis 12-0 à la 35e minute à la suite d'un essai de l’Australien Scott Bennett transformé par D. Fraisse. L'A.S. Saint Estève, désireuse de réaliser le doublé Coupe-Championnat, réagit coup sur coup à cet essai en laissant Frantz Martial et Didier Cabestany se jouer de la défense audoise pour permettre à Pierre Chamorin de marquer un essai non transformé. Le score est de 12-4 à la mi-temps. En seconde période au retour des vestiaires, les Catalans marquent un second essai par Patrick Marginet non transformé leur permettant d'être menés seulement par 12-8. Les minutes défilent jusqu'à la 71e minute avec un essai de Didier Palanques sanctionne une défense catalane qui parvenait avec succès à repousser les assauts audois. Un ultime essai carcassonnais de Patrick Limongi transformé par Sylvain Crismanovich avant la sirène de fin de partie alourdit le score en leur faveurs par 22-8 et amène l'A.S. Carcassonne à célébrer son onzième titre de Coupe de France. Cette finale ponctue la saison des joutes nationales avant le départ des internationaux français pour une tournée en Australie organisée en juin 1990, la première depuis 1981.
En lever de rideau, les juniors de l'U.S. Villeneuve portés par David Despin et David Collado remportent le titre 30-19 contre les juniors de Réalmont XIII. 